# Jelcz M181
Jelcz M181 (nazwa handlowa Tantus, żartobliwie zwany Odkurzaczem) – osiemnastometrowy, niskowejściowy autobus przegubowy klasy mega produkowany w latach 1996–2007 w firmie Z.S. Jelcz S.A. w Jelczu-Laskowicach.

## Historia modelu
Pod koniec 1995 roku przedstawiono prototyp autobusu Jelcz M181MB z silnikiem MB OM447hLA o mocy maksymalnej 299 KM. Produkcje tego modelu rozpoczęto w 1996 roku.
Kilka miesięcy później autobus ten przeszedł modernizację nadwozia, w wyniku której zastosowano całkowicie nową przednią ścianę z panoramiczną szybą i wydzielonym miejscem na świetlik, nieznacznie zmodernizowano wnętrze pojazdu oraz jego ściany boczne (analogiczne modernizacje jak w serii M121x).
W roku 1997 do oferty dołączył model Jelcz M181M z silnikiem MAN D0826 LUH13 o mocy maksymalnej 260 KM.
Kolejnych modernizacji dokonano w roku 2000, na wysokości 3 drzwi pochyle poprowadzono podłogę, dzięki temu zlikwidowano stopień za tylną krawędzią drzwi. W ofercie pojawił się model M181M/2 z silnikiem MAN D2866 LUH26 o mocy maksymalnej 310 KM. Niestety model ten nie przyjął się na rynku i został wyprodukowany tylko w jednym egzemplarzu.
W 2002 roku autobus ten otrzymał nowy przegub firmy Hubner, oraz nadkola zewnętrzne z modelu Jelcz M101I.
Ostatnia modernizacja nastąpiła w roku 2005, zastosowano przednią i tylną ścianę z modelu M101I, wprowadzono nieznaczne zmiany we wnętrzu pojazdu oraz zastosowano unowocześniony silnik OM457hLA i 4-biegową skrzynię biegów Voith D864.3E. Tak zmodernizowany autobus uzyskał nazwę M181MB/3.
W 2004 roku zakończono oferowanie modelu M181M, jednak ostatnie egzemplarze tej wersji zostały wyprodukowane w 2000 roku.
Jelcz M181MB/3 obecnie jest eksploatowany w Płocku.
W październiku 2008 roku zakończono w ZS Jelcz produkcję wszystkich typów autobusów. Ostatnie egzemplarze wersji M181MB/3 powstały w 2007 roku i są eksploatowane obecnie przez KM Płock.

### Wybrane dane techniczne
- Silnik[a]:
  - MAN D0826 LUH13 (191 kW, 6,871 dm³)
  - Mercedes-Benz OM447hLA (220 kW, ok. 12,0 dm³)
  - Mercedes-Benz OM457hLA (220 kW, ok. 12,0 dm³)
- Skrzynia biegów[a]:
  - Voith Diwa D863.3 (automatyczna, 3-biegowa)
  - Voith Diwa D864.3E (automatyczna, 4-biegowa)
  - ZF Ecomat 4HP590 (automatyczna, 4-biegowa)
  - ZF Ecomat 5HP590 (automatyczna, 5-biegowa)
- Układ kierowniczy: FMS 8065
- Oś przednia: Jelcz 65N
- Oś środkowa: Jelcz 110N
- Oś tylna: Jelcz MT 1032.A
- Hamulce: bębnowe

Prędkość maksymalna zależna od typu silnika, typu skrzyni biegów oraz przełożenia mostu napędowego.